# Christlich-buddhistischer Dialog
Der christlich-buddhistische Dialog ist ein Bereich des interreligiösen Dialogs, der besonders von der Tatsache geprägt ist, dass der Buddhismus keinen Schöpfergott anerkennt, während das Christentum gerade einen solchen voraussetzt. Dennoch sind auf verschiedenen Ebenen fruchtbare Kontakte zwischen Christentum und Buddhismus aufgebaut worden.

## Geschichte des Dialogs
Bis ins 19. Jahrhundert kannte man laut Hans Küng in der Christenheit nicht einmal „den Unterschied zwischen Hinduismus und Buddhismus“. Die erste Erwähnung Buddhas in christlichen Quellen findet sich dagegen schon um 200 nach Christus in den Teppichen (Stomata) von Klemens von Alexandrien: „Es gibt in Indien auch diejenigen, die den Geboten Buddhas folgen, den sie wegen seiner übergroßen Heiligkeit wie einen Gott verehren“.

## Praktische Ebene
Da der Buddhismus die Vorstellung eines Schöpfergottes nicht enthält, sind Christentum und Buddhismus zunächst sehr verschiedenartige Religionen. Die grundsätzlich pragmatische Haltung des Buddhismus schafft andererseits Anknüpfungspunkte in der Praxis. So sind aus dem Buddhismus stammende Meditationsmethoden, insbesondere die des Zen, in der christlichen Tradition auf Interesse gestoßen. Sie trugen dazu bei, die eigenen meditativen Praktiken des Christentums (Jesusgebet, Lectio divina, Ruhegebet nach Cassian, Schriftmeditation nach Ignatius von Loyola) neu zu beleben. Ein Beispiel dafür, wie weit diese Verbindung zwischen Buddhismus und Christentum gehen kann, aber auch welche Probleme dabei entstehen, sind der Benediktinermönch und Zen-Meister Willigis Jäger, der von katholischer Seite ein Lehrverbot erhalten hat, der Jesuitenpater und Zen-Meister Hugo Makibi Enomiya-Lassalle sowie der Pallottinerpater und Zen-Lehrer Johannes Kopp.
Zumindest seit Anfang der achtziger Jahre sind Kontakte zwischen christlichen und buddhistischen Mönchen in Gang gekommen. Im deutschen Sprachraum spielt hier die Erzabtei Sankt Ottilien eine besondere Rolle. Hier sind das Verbindende sowohl die ähnliche Lebensweise als auch ähnliche Erfahrungen. Zu den Pionieren auf internationaler Ebene gehörte der Trappist und Mystiker Thomas Merton.

## Theologisch-philosophische Ebene
Eine andere, eher philosophische Verbindung ergibt sich durch den christlichen Mystiker Meister Eckhart. In seiner negativen Theologie transzendiert er das personale christliche Gottesbild zu einem nichterkennbaren Einen, das er darin als Nichts bezeichnet, wie etwa in folgendem Zitat aus der Predigt 42 (nach der Quint-Zählung): „Du sollst ihn lieben wie er ist ein Nicht-Gott, ein Nicht-Geist, eine Nicht-Person, ein Nicht-Bild, mehr noch: wie er ein lauteres, reines, klares Eines ist, abgesondert von aller Zweiheit. Und in diesem Einen sollen wir ewig versinken vom Etwas zum Nichts. Dazu verhelfe uns Gott. Amen.“
In der negativen Theologie Meister Eckharts lassen sich viele sachliche Parallelen zur buddhistischen Lehre herstellen, wie insbesondere die des Nichts der negativen Theologie zur buddhistischen Leerheit. Der christliche Religionsphilosoph Bernhard Welte stellt fest, dass sich über Meister Eckhart Christentum und Buddhismus gleichsam „zuwinken“. Besonders durch die beiden japanischen Religionsphilosophen Shizuteru Ueda und Daisetz Teitaro Suzuki hat auf der wissenschaftlichen Ebene ein christlich-buddhistischer Dialog über Meister Eckhart stattgefunden.
Auf dem Gebiet der Ethik sind ebenfalls Verwandtschaften zu erkennen. Sie können mit den Stichworten Nächstenliebe, Achtsamkeit und Mitleid umschrieben werden. Christen und Buddhisten streben nach ihren Lehren beide ein Leben in Gewaltlosigkeit und Frieden an.
Auch einige christliche, jüdische und buddhistische Gebote ähneln sich: diese Religionen verbieten es, zu töten, zu stehlen und anderen Schaden zuzufügen.
In seinem ganzen Verhalten zeigt Jesus von Nazareth nach theologischer Einschätzung von Hans Küng mehr Ähnlichkeit mit Buddha, „als etwa mit Muhammad, dem Kämpfer, Krieger, Staatsmann, der lebensfreudig blieb bis an sein Ende“.

## Mögliche historische Verbindung und Beeinflussung
Es lassen sich einige Argumente dafür anführen, dass der Buddhismus schon in der Geschichte einen Einfluss auf die abendländische, griechische Philosophie besaß oder zumindest dort bekannt war:
- Durch Alexander den Großen kam es in den an Indien grenzenden Reichen Baktrien und Gandhara zu einer fruchtbaren Begegnung und gegenseitigen Beeinflussung von griechischer und indischer Kultur und Philosophie im sogenannten Graeco-Buddhismus. Eine persönliche Begegnung dieser Art wird in dem Dialog Milindapanha dargestellt.

- Das antike ägyptische Alexandria war einerseits als Hauptstadt des griechischen Ptolemäer-Reiches das alles überragende geistige Zentrum in den Jahrhunderten um die Zeitenwende. Die Alexandrinische Schule war die erste Universität im modernen Sinn und verfügte mit der Bibliothek von Alexandria über die beste Bibliothek des Altertums. Daneben war Alexandria auch eine Wirtschaftsmetropole. Insbesondere der Indienhandel erhielt einen neuen Aufschwung, als der Alexandriner Harpalos um die Zeitenwende herum an der Universität Alexandrias die Monsun-Winde und ihren Einfluss auf die Schifffahrt nach Indien beschrieb[3]. Durch den Handel verbreiteten sich auch die philosophischen und religiösen Lehren.

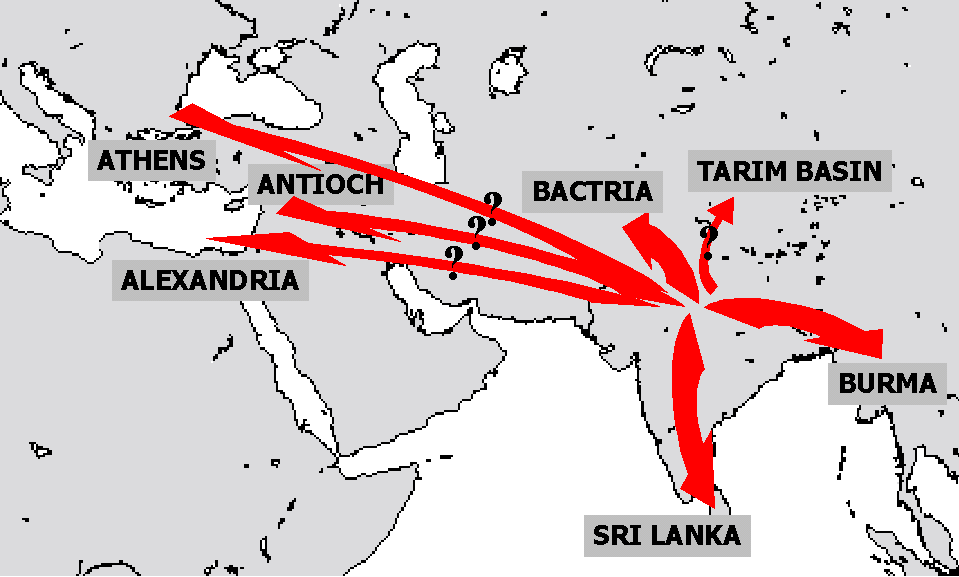
Entsendung buddhistischer Botschafter durch Ashoka

- Die ptolemäischen Herrscher in Alexandria bemühten sich ihre Bibliothek nicht nur mit griechischen Werken auszustatten, sondern mit den Texten aller Völker und Kulturen. So ist überliefert, dass Ptolemaios I. einen Brief an alle Könige und Herrscher der Erde geschrieben und sie aufgefordert habe, ihm die Werke jedweder Autoren zu schicken: „Dichter und Prosaiker, Rhetoren und Sophisten, Ärzte und Weissager, Historiker und alle anderen auch“[4]. Von Ptolemaios III., einem Zeitgenossen des indischen Kaisers Ashoka, ist bekannt, dass er gar den Befehl gab, alle einlaufenden Schiffe zu durchsuchen, die dabei gefundenen Bücher zu konfiszieren, um sie abschreiben zu lassen und den Eigentümern schließlich anstelle des Originals die Kopie auszuhändigen[4].

- Andererseits war der indische Kaiser Ashoka derjenige, der für die Verbreitung des Buddhismus auch über sein Großreich hinaus sorgte. In seinem XIII. Felsenedikt werden fünf außerindische Herrscher genannt, mit denen der Kaiser in Verbindung stand: Antiochos II. von Syrien, Ptolemaios II. von Ägypten, Antigonos von Makedonien, Magas von Cyrene und Alexander von Epirus[5].

- Als Plotin, der eigentliche Begründer des Neuplatonismus, nach dem Tod seines Lehrers Alexandria verließ, schloss er sich dem Bericht seines Schülers Porphyrius zufolge einem gefahrvollen römischen Feldzug nach Persien an, mit dem ausdrücklichen Wunsch die persische und indische Philosophie näher kennenzulernen. Der Feldzug scheiterte jedoch und Plotin gründete danach in Rom seine philosophische Schule. Ernst Benz vermutete 1951, der Lehrer Plotins sei ein indischer Philosoph oder buddhistischer Mönch gewesen; dadurch lasse sich eine „Erklärung des Einströmens der indischen Philosophie in die heidnische und christliche Welt von Alexandrien“ geben.[6]

- Der von Plotin entworfene Neuplatonismus mit seiner mystischen Übersteigung des Denkens, in dem das Eine vollzogen wird, ist in diesem Punkt der vorangegangenen griechischen Philosophie fremd, dagegen „der Grundstimmung der indischen Philosophie zutiefst wesensverwandt“[7].

Sollte es diesen historischen indischen bzw. buddhistischen Einfluss auf die griechische Philosophie gegeben haben, wären davon besonders der Neuplatonismus und darüber auch die negative christliche Theologie betroffen.

## Grenzen des Dialogs
Manche Buddhisten sehen mit Unbehagen, wie ihre Tradition den Bedürfnissen eines westlichen Marktes angepasst wird. Sie befürchten, dass durch eine vorschnelle Adaption der Weg zum eigentlichen Pfad des Buddha eher verstellt wird. Nicht selten werden Begriffe und religiöse Praktiken in christlichen Beurteilungen vereinfacht dargestellt. Gemeinsamkeiten zwischen Christlichem und Buddhistischem werden in einen falschen Kontext gestellt.
Nicht selten wird von Menschen aus dem christlichen Kulturkreis auf die buddhistische Religion all das projiziert, was an der eigenen christlichen Religion vermisst wird. Buddhismus dient damit als idealisiertes Gegenbild des Christentums.
Der Dialog zwischen Christen und Buddhisten bleibt „ein Gespräch zwischen zwei Religionen mit je eigenem Profil, auf der Basis gegenseitiger Respektierung des anderen, auch in seinem Anderssein.“, stellt der evangelische Theologe Reinhart Hummel fest.

## Weitere Vertreter im christlich-buddhistischen Dialog (20. und 21. Jahrhundert)
- Nishitani Keiji (1900–1990), japanischer Philosoph und Zen-Buddhist
- Heinrich Dumoulin (1905–1995), Jesuit
- David Steindl-Rast (* 1926), Benediktiner
- Peter Lengsfeld (1930–2009), katholischer Theologieprofessor
- Hans Waldenfels (1931–2023), Jesuit
- Niklaus Brantschen (* 1937), Jesuit
- Michael von Brück (* 1949), evangelischer Theologieprofessor und Religionswissenschaftler
- Ulrich Dehn (* 1954), evangelischer Theologieprofessor
- Perry Schmidt-Leukel (* 1954), Theologieprofessor und Religionswissenschaftler
- Doris Zölls (* 1954), evangelische Theologin
- Carola Roloff (* 1959), deutsche Buddhologin
- Stefan Bauberger (* 1960), Jesuit
- Paul F. Knitter (* 1939), römisch-katholischer Theologe

## Orte und Einrichtungen des christlich-buddhistischen Dialogs
- Kloster Dietfurt in Bayern
- Lassalle-Haus und Lassalle-Institut in der Schweiz